# 韋特羅

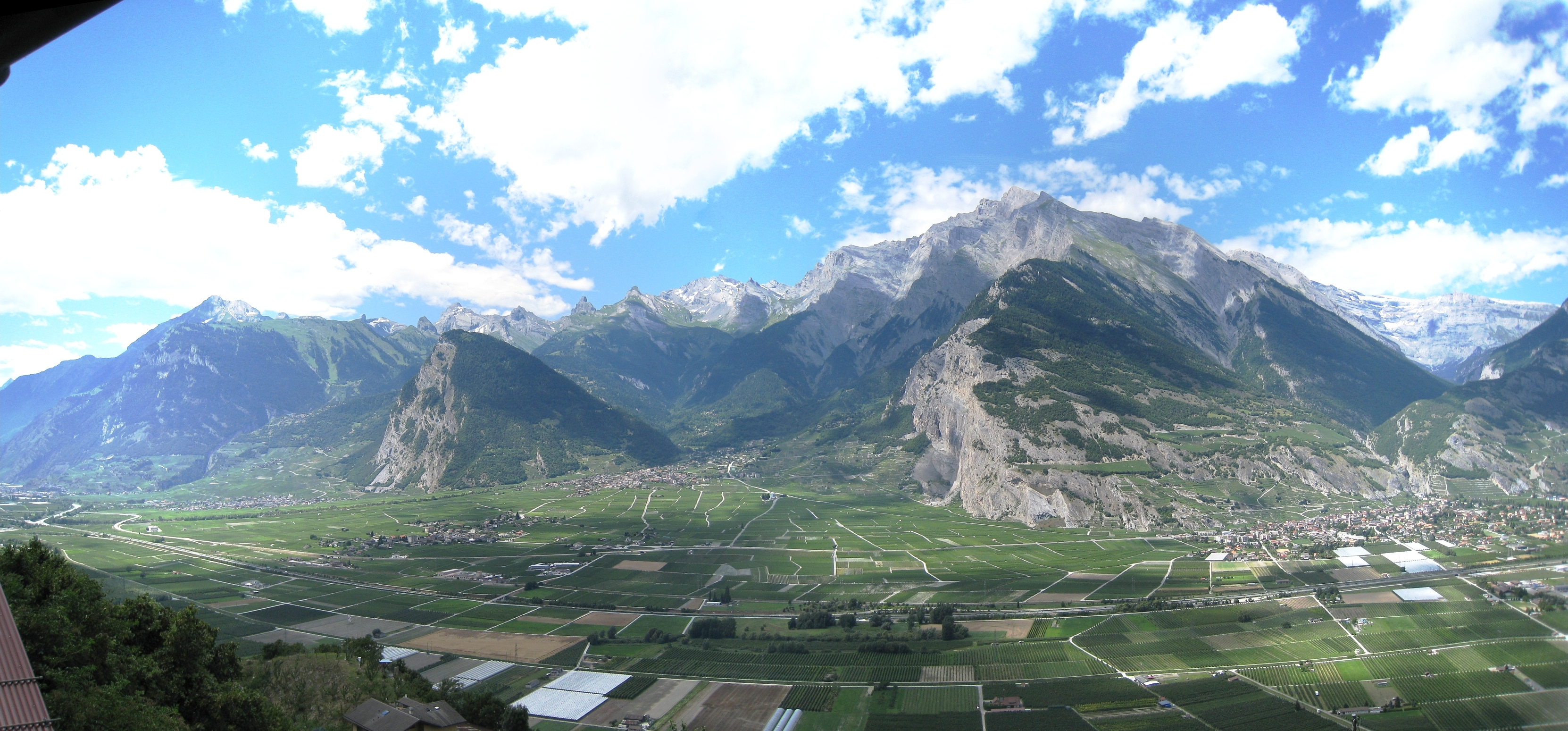

韋特羅是瑞士的城鎮，位於該國南部，由瓦萊州負責管轄，面積10.45平方公里，海拔高度483米，2011年人口4,973，八成半人口信奉羅馬天主教，人口密度每平方公里476人。

## 外部連結
- Official website （页面存档备份，存于） （法文）